# Liste des îles des Orcades
La liste des îles des Orcades  recense les îles de l'archipel des Orcades d'une superficie supérieure à 15 hectares (0,15 km2). Pour les îles inhabitées la date de la dernière occupation n'est pas toujours connue, cependant presque toutes les îles énumérés ici auraient été habitées à un moment donné au cours du néolithique, de la période picte ou viking.
| Île               | Groupe d'îles     | Superficie (ha) | Population | Dernière occupation | Point culminant | Hauteur (mètres) |
| ----------------- | ----------------- | --------------- | ---------- | ------------------- | --------------- | ---------------- |
| Auskerry          | North Isles       | 85              | 4          |                     | West Hill       | 18               |
| Brough of Birsay  | Mainland          | 21              | 0          | inconnue            | Brough Head     | 42               |
| Burray            | South Isles       | 903             | 409        |                     |                 | 80               |
| Calf of Eday      | North Isles       | 243             | 0          | inconnue            |                 | 54               |
| Cava              | South Isles       | 107             | 0          | 1990s               |                 | 38               |
| Copinsay          | South Isles       | 73              | 0          | 1970s               | Broad Lee       | 70               |
| Damsay            | North Isles       | 18              | 0          | inconnue            |                 | 11               |
| Eday              | North Isles       | 2745            | 160        |                     | Ward Hill       | 101              |
| Egilsay           | North Isles       | 650             | 26         |                     |                 | 35               |
| Eynhallow         | North Isles       | 75              | 0          | 1842-90             |                 | 30               |
| Fara              | South Isles       | 295             | 0          | 1960s               | Thomson's Hill  | 43               |
| Faray             | North Isles       | 180             | 0          | 1940s               |                 | 32               |
| Flotta            | South Isles       | 876             | 80         |                     | West Hill       | 58               |
| Gairsay           | North Isles       | 240             | 3          |                     |                 | 102              |
| Glims Holm        | South Isles       | 55              | 0          |                     |                 | 32               |
| Graemsay          | South Isles       | 409             | 28         |                     | West Hill       | 62               |
| Holm of Papay     | North Isles       | 22              | 0          | inconnue            |                 | 15               |
| Hoy               | South Isles       | 13468           | 419        |                     | Ward Hill       | 479              |
| Hunda             | South Isles       | 100             | 0          | inconnue            |                 | 41               |
| Lamb Holm         | South Isles       | 40              | 0          | 1945                |                 | 20               |
| Linga Holm        | North Isles       | 57              | 0          | 1842-90             |                 | 18               |
| Mainland          | Mainland          | 52325           | 17162      |                     | Mid Hill        | 271              |
| Muckle Green Holm | North Isles       | 32              | 0          | inconnue            |                 | 28               |
| Muckle Skerry     | Pentland Skerries | 34              | 0          | 1994                |                 | 20               |
| North Ronaldsay   | North Isles       | 690             | 72         |                     |                 | 23               |
| Papa Stronsay     | North Isles       | 74              | 0          |                     |                 | 13               |
| Papa Westray      | North Isles       | 918             | 90         |                     | North Hill      | 48               |
| Rysa Little       | South Isles       | 32              | 0          | XIXe siècle         |                 | 20               |
| Rousay            | North Isles       | 4860            | 216        |                     | Blotchnie Fiold | 250              |
| Sanday            | North Isles       | 5043            | 494        |                     | The Wart        | 65               |
| Shapinsay         | North Isles       | 2948            | 307        |                     | Ward Hill       | 64               |
| South Ronaldsay   | South Isles       | 4980            | 909        |                     | Ward Hill       | 118              |
| South Walls       | South Isles       | 1100            | 120        |                     | Gallow Tuag     | 57               |
| Stronsay          | North Isles       | 3275            | 349        |                     | Burgh Hill      | 44               |
| Switha            | South Isles       | 41              | 0          | XXe siècle?         |                 | 29               |
| Swona             | South Isles       | 92              | 0          | 1974                | Warbister Hill  | 41               |
| Westray           | North Isles       | 4713            | 588        |                     | Fitty Hill      | 169              |
| Wyre              | North Isles       | 311             | 29         |                     |                 | 32               |